# Partie polityczne w Brazylii
Brazylijska scena partyjna zdominowana jest przez cztery główne partie – Partię Pracujących (PT), Brazylijski Ruch Demokratyczny (PMDB), Brazylijską Partię Socjaldemokratyczną (PSDB) oraz Demokratów (DEM), które sukcesywnie zdobywały swoją popularność od czasu powrotu Brazylii do rządów demokratycznych. Choć w Brazylii nie ma progu wyborczego, to właśnie te cztery partie zajmują większość miejsc w obu izbach Kongresu Narodowego – Senacie oraz Izbie Deputowanych. Mniejsze ugrupowania często tworzą natomiast koalicje oraz sojusze z przynajmniej z jedną z głównych partii.
W 1982 każda z partii dostała swój własny numer wyborczy, aby ułatwić udział w głosowaniu osobom niepiśmiennym. Wpierw był to jednocyfrowy numer: 1 dla PDS, 2 dla PDT, 3 dla PT, 4 dla PTB i 5 dla PMDB. Kiedy stało się jasne, że powstanie więcej niż dziewięć partii, wprowadzono dwucyfrowe oznaczenia, przy czym przy numerach pięciu pierwszych ugrupowań została dodana cyfra "1" (PDS uzyskało tym samym numer 11, PDT 12, PT 13, PTB 14, natomiast PMDB 15). Często partie polityczne zmieniają swoje nazwy, lecz ich oznaczenia numerowe pozostają te same.

## Partie

### Partie istniejące
Poniższa lista prezentuje partie polityczne uznawane przez Najwyższy Trybunał Wyborczy za aktualnie działające.

#### Lewica

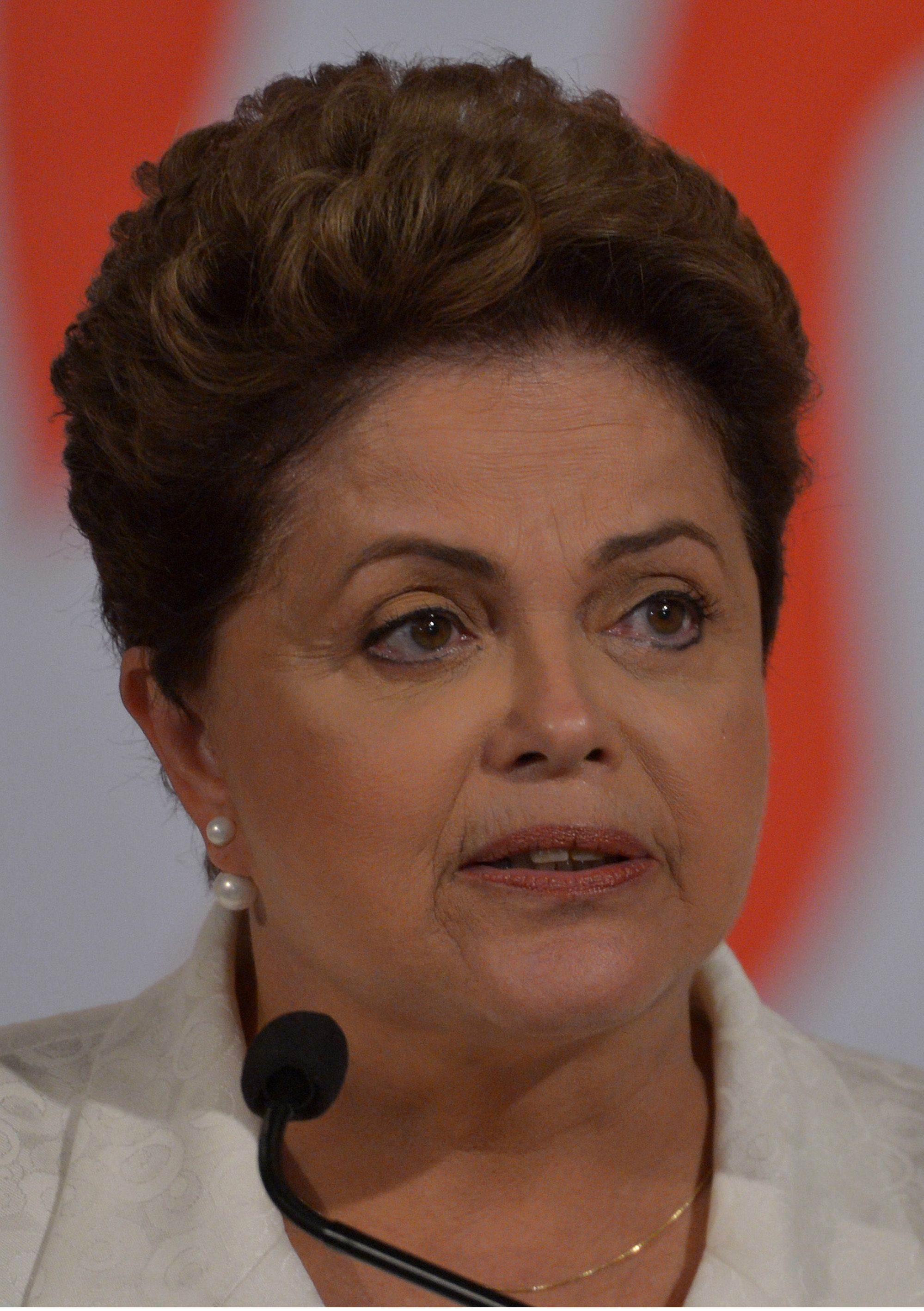
Dilma Rousseff - 36. prezydent Brazylii, działaczka Partii Pracujących

- Partia Pracujących (Partido dos Trabalhadores, PT) – jeden z największych ruchów lewicowych w Ameryce Południowej, początkowo była ugrupowaniem ultralewicowym, lecz z czasem zaczęła zmierzać w kierunku socjaldemokracji, posiada obecnie najwięcej miejsc w Izbie Deputowanych
- Komunistyczna Partia Brazylii (Partido Comunista do Brasil, PCdoB) – partia skrajnie lewicowa, powstała w wyniku promaoistowskiego rozłamu w Brazylijskiej Partii Komunistycznej w 1962 roku
- Partia Socjalizmu i Wolności (Partido Socialismo e Liberdade, PSOL) – powstała na bazie rozłamu w Partii Pracujących, kiedy część z jej członków zagłosowała przeciwko proponowanej przez prezydenta Luiza Lulę reformie emerytalnej
- Partia Wolnej Ojczyzny (Partido Pátria Livre, PPL) – odwołuje się do idei marksistowskich, popiera socjalizm naukowy
- Zjednoczona Socjalistyczna Partia Robotników (Partido Socialista dos Trabalhadores Unificado, PSTU) – propaguje trockizm, szerzy poglądy nawiązujące do IV Międzynarodówki
- Brazylijska Partia Komunistyczna (Partido Comunista Brasileiro, PCB)  – jedna z najstarszych brazylijskich partii politycznych, została założona w 1922 jako tamtejsza sekcja Kominternu
- Partia Sprawy Robotniczej (Partido da Causa Operária, PCO) – jej członkowie pierwotnie należeli do Partii Pracujących, ale musieli opuścić jej szeregi z powodu braku respektowania statutu tego ugrupowania, kultywuje poglądy trockizmu

#### Centrolewica
- Demokratyczna Partia Pracy (Partido Democrático Trabalhista, PDT) – założona w 1979 w celu zjednoczenia lewicy u schyłku dyktatury wojskowej w Brazylii, obecnie największa centrolewicowa partia w kraju
- Brazylijska Partia Socjalistyczna (Partido Socialista Brasileiro, PSB) – jej korzenie sięgają 1947 roku, została zdelegalizowana w latach 60., a po ponownej demokratyzacji państwa zbliżyła się do Partii Pracujących
- Socjalistyczna Partia Ludowa (Partido Popular Socialista, PPS) – jej korzenie sięgają roku 1992, kiedy to główni działacze Brazylijskiej Partii Komunistycznej w wyniku upadku ZSSR zdecydowali się utworzyć nową partię w duchu socjalizmu demokratycznego
- Partia Zielonych (Partido Verde, PV) – tak jak większość zielonych ugrupowań opowiada się za zrównoważonym rozwojem i równością społeczną
- Partia Narodowej Mobilizacji (Partido da Mobilização Nacional, PMN) – założona przez polityków skupionych w stanie Minas Gerais, chce przeprowadzenia głębokich reform agrarnych, jej planem jest stworzenie bloku handlowego z innymi krajami Ameryki Południowej przy jednoczesnym zakończeniu współpracy z Międzynarodowym Funduszem Walutowym
- Partia Kobiet (Partido da Mulher Brasileira, PMB) – jej celem jest walka o prawa kobiet, pomimo swojej nazwy nie cechuje się ona jako partia feministyczna, ale raczej kobieca, sprzeciwia się aborcji

#### Centrum

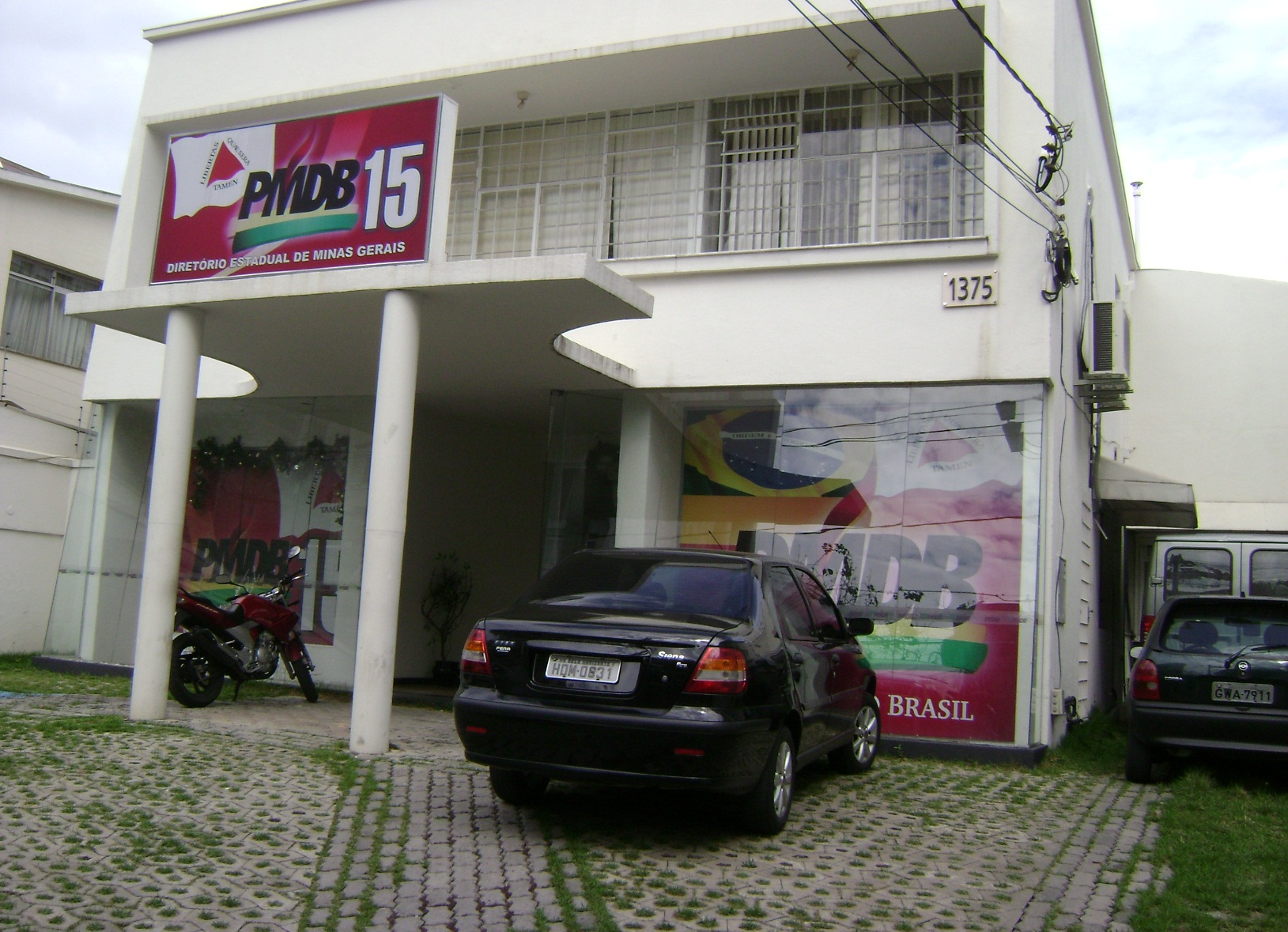
Fasada jednego z lokalnych oddziałów Brazylijskiego Ruchu Demokratycznego w Minas Gerais

- Brazylijski Ruch Demokratyczny (Partido do Movimento Democrático Brasileiro, PMDB) – największa brazylijska partia, która skupia w swoich szeregach blisko 2,4 miliona obywateli, do marca 2016 roku była w koalicji z drugą największym ugrupowaniem, Partią Pracujących[1], posiada obecnie najwięcej miejsc w Senacie
- Brazylijska Partia Socjaldemokratyczna (Partido da Social Democracia Brasileira, PSDB) – narodzona w duchu socjaldemokracji odrzuca de facto jakąkolwiek formę koalicji, jej maskotką jest niebiesko-żółty tukan, dlatego jej członkowie nazywani są często tucanos, największa partia opozycja wobec rządów Luli oraz Dilmy Rousseff
- Brazylijska Partia Pracy (Partido Trabalhista Brasileiro, PTB) – uważa się za spadkobiercę pierwotnej Brazylijskiej Partii Pracy, choć wielu historyków odrzuca tę tezę, gdyś protoplasta PTB był ugrupowaniem centrolewicowym o szerokiej pomocy dla klasy pracującej
- Partia Socjaldemokratyczna (Partido Social Democrático, PSD) – partia o poglądach liberalnych powstała w 2011 roku, skupia w swoich szeregach dysydentów z różnych innych ugrupowań
- Postępowa Partia Republikańska (Partido Republicano Progressista, PRP) – ugrupowanie o marginalnym znaczeniu w skali całego kraju, wspiera progresywizm
- Humanistyczna Partia Solidarności (Partido Humanista da Solidariedade, PHS) – popiera dystrybucjonizm, jest ugrupowaniem o poglądach chrześcijańskich
- Partia Pracy Brazylii (Partido Trabalhista do Brasil, PTdoB) – mniejsza partia populistyczna, posiada mniej niż 1% poparcia
- Solidarność (Solidariedade, SD)  – powstała w 2013, gdy część aktywistów zauważyła, że klasa pracująca jest zaniedbywana przez Partię Pracujących, mimo swojej krótkiej działalności posiada w Izbie Deputowanych 14 przedstawicieli
- Narodowa Partia Pracy (Partido Trabalhista Nacional, PTN) – wspiera robotników i klasę pracującą, obecnie przechodzi transformację w wyniku której będzie działać pod nazwą Podemos (nie ma jednak żadnego związku ze swoją hiszpańską imienniczką)
- Kanał Zrównoważonego Rozwoju (Rede Sustentabilidade, REDE) – ugrupowanie wspierające zieloną politykę i zrównoważony rozwój

#### Centroprawica
- Partia Postępowa (Partido Progressista, PP) – konserwatywno-liberalna[2] partia, która od swojego początku wspiera poszczególne terytoria w uzyskaniu większej autonomii, w tym m.in. Rio Grande do Sul
- Demokraci (Democratas, DEM) – pierwotnie funkcjonowała pod nazwą Partido da Frente Liberal ("Partia Frontu Liberalnego"), swoją obecną nazwę przyjęła dopiero w 2007 roku, wspiera wolny rynek[3], jej członkowie często identyfikują się też z chadecją
- Partia Republiki (Partido da República, PR) – skupia w swoich szeregach polityków o różnych poglądach: zarówno liberałów, jak i ludowców czy osoby związane z kościołem
- Brazylijska Partia Republikańska (Partido Republicano Brasileiro, PRB) – jej podstawowym celem jest ochrona koncepcji społeczeństwa obywatelskiego, a także walka o prawa człowieka, również poprzez zwiększenie praw dzieci, młodzieży, osób starszych oraz kobiet
- Partia Socjaliberalna (Partido Social Liberal, PSL) – chce mniejszego udziału i wpływu państwa na gospodarkę, uważa, że państwo środki uzyskane poprzez podatki powinno przeznaczać głównie na opiekę zdrowotną, edukację oraz bezpieczeństwo
- Chrześcijańska Partia Pracy (Partido Trabalhista Cristão, PTC) – wspiera wolny rynek i gospodarkę rynkową, w 1990 jej przedstawiciel Fernando Collor de Mello został prezydentem Brazylii, ale po zaledwie półtora roku musiał zrezygnować z tego stanowiska w wyniku zarzutów o korupcję
- Chrześcijańska Partia Socjaldemokratyczna (Partido Social Democrata Cristão, PSDC) – chadecka partia, która swoje działania opiera na trzech fundamentach chrześcijaństwa: wolności, sprawiedliwości i solidarności
- Republikańska Partia Formacji Społecznej (Partido Republicano da Ordem Social, PROS) – ugrupowanie o poglądach nacjonalistycznych, która wspiera rozwój technologiczny oraz walkę z biurokratyzmem, a jej celem jest też zwalczanie handlu narkotykami
- Narodowa Partia Ekologiczna (Partido Ecológico Nacional, PEN) – zielona partia, która często utożsamiana jest też ze Zborami Bożymi, największa zielonoświątkową denominacją na świecie

#### Prawica

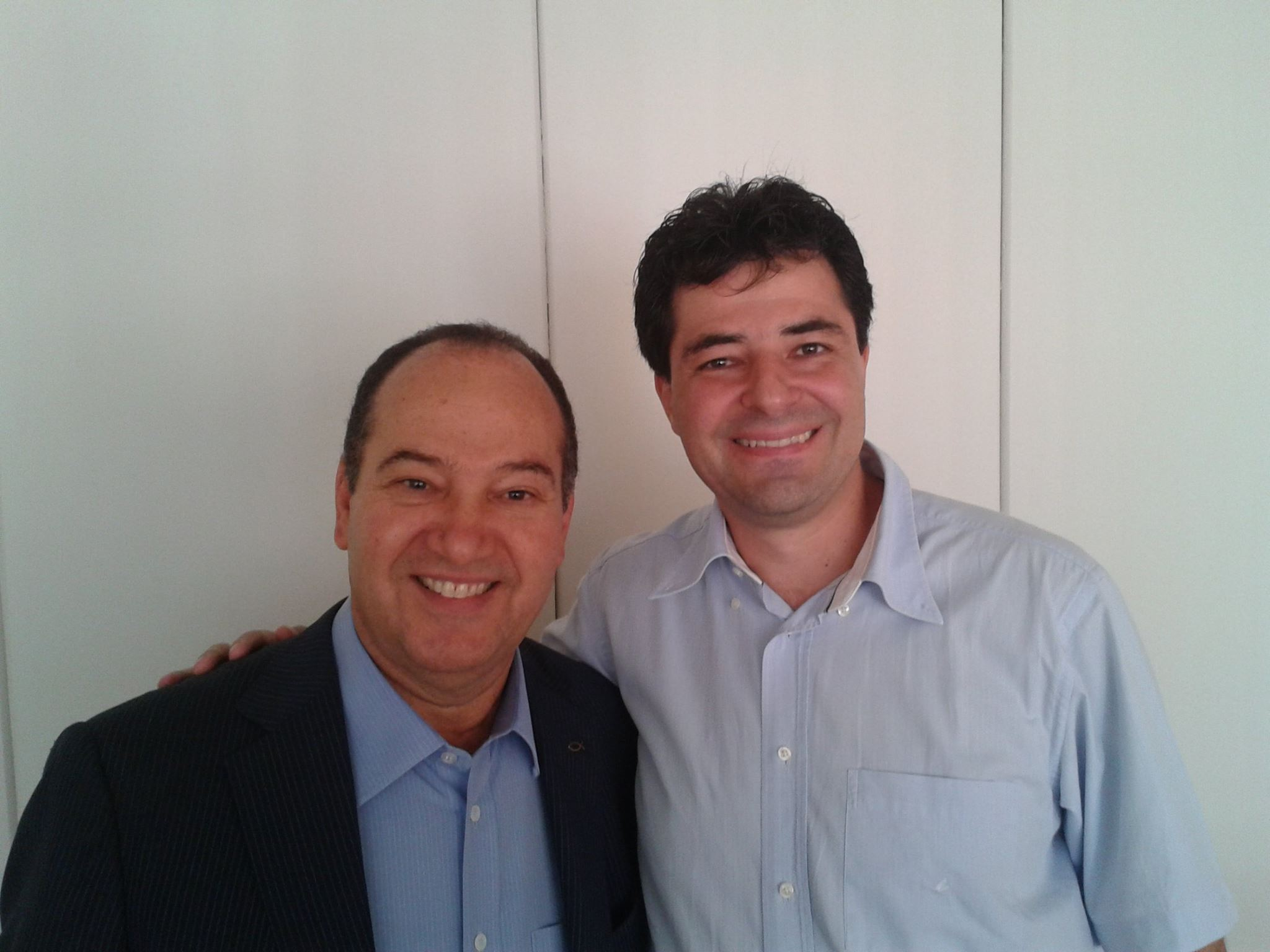
Pastor Everaldo Pereira – działacz Partii Socjalchadeckiej

- Partia Socjalchadecka (Partido Social Cristão, PSC) – wspiera socjalizm, ale w swoim chrześcijańskim wydaniu, jej członkowie traktują chrześcijaństwo nie tylko jako religię, ale stan umysłu, który często stanowi pomoc w momencie podejmowania racjonalnych decyzji
- Brazylijska Partia Odnowy Pracy (Partido Renovador Trabalhista Brasileiro, PRTB) – partia o znaczeniu lokalnym, pierwotnie jej celem była budowa kolei jednoszynowej
- Nowa Partia (Partido Novo, NOVO) – jej zdaniem ingerencja państwa powinna być ograniczona do minimum, jej członkowie to zwykle ludzie bez wcześniejszego doświadczenia politycznego

### Partie niezarejestrowane
Lista przedstawia ugrupowania, które czekają na rejestrację przez Najwyższy Trybunał Wyborczy.

#### Lewica
- Marksistowsko-Leninowska Komunistyczna Partia (Partido Comunista Marxista-Leninista, PCML)
- Rewolucyjna Partia Komunistyczna - Ludowa Unia Socjalna (Partido Comunista Revolucionário - Unidade Popular pelo Socialismo, PCR-UP)

#### Centrum
- Partia Humanistyczna (Partido Humanista, PH)
- Partia Piratów (Partido Pirata, PIRATAS)
- Narodowy Sojusz (Aliança Nacional, AN)
- Narodowa Partia Konsumentów (Partido Nacional do Consumidor, PNC)
- Narodowa Partia Solidarności (Partido da Solidariedade Nacional, PSN)

#### Centroprawica
- Partia Federalistyczna (Partido Federalista, PF)
- Libertarianie (Libertários, LIBER)

#### Prawica
- Partia Królewskiej Demokracji (Partido da Real Democracia, PRD)
- Nowy Narodowy Sojusz Odnowy (Nova Aliança Renovadora Nacional, NOVA ARENA)
- Konserwatyści (Conservadores, CON)

### Partie, które zaprzestały działalności
Lista partii uznanych przez Portugalski Sąd Konstytucyjny za ugrupowanie, które już nie prowadzą działalności.

#### Lewica
- Brazylijska Partia Komunistyczna (Partido Comunista Brasileiro, PCB) – 1922-1992, wznowiła działalność jeszcze w latach 90.

#### Centrolewica
- Partia Socjaldemokratyczna (Partido Social Democrático, PSD) – [wchłonięta w 2002 przez PTB
- Generalna Partia Robotników (Partido Geral dos Trabalhadores, PGT) – wchłonięta w 2002 przez Partię Liberalną

#### Centrum
- Socjalistyczna Partia Pracy (Partido Social Trabalhista, PST) – wchłonięta w 2002 przez PL
- Narodowa Partia Emerytów (Partido dos Aposentados da Nação, PAN) – wchłonięta w 2006 przez PTB
- Brazylijski Ruch Demokratyczny (Movimento Democrático Brasileiro, MDB) – 1966-1979

#### Centroprawica
- Partia Liberalna (Partido Liberal, PL) – wchłonięta w 2006 przez PR
- Socjalistyczna Partia Postępu (Partido Social Progresista, PSC) – 1947-1966

#### Prawica
- Partia Odbudowy Frontu Narodowego (Partido da Reedificação da Ordem Nacional, PRONA) – wchłonięta w 2006 przez PR
- Partia Wyzwolicieli (Partido Libertador, PL) – 1928-1937, 1945-1965
- Brazylijska Partia Faszystowska (Ação Integralista Brasileira, AIB) – 1933-1938
- Partia Ludowej Reprezentacji (Partido de Representação Popular, PRP) – 1944-1966
- Brazylijska Partia Pracy (Partido Trabalhista Brasileiro, PTB) – 1944-1966, obecne PTB jest jej następcą
- Partia Socjaldemokratyczna (Partido Social Democrático, PSD) – 1945-1966
- Narodowa Unia Demokratyczna (União Democrática Nacional, UDN) – 1945-1966
- Partia Chadecka (Brazylia) (Partido Democrata Cristão, PDC) – 1945-66, 1985-1993
- Narodowy Sojusz Odnowy (Aliança Renovadora Nacional, ARENA) – 1966-1979
- Partia Demokratycznosocjalna (Partido Democrático Social, PDS) – 1979-1993
- Reformatorska Partia Postępu (Partido Progressista Reformador, PPR) – 1993-1995